# 付家店满族乡
付家店满族乡是中华人民共和国河北省承德市滦平县下辖的一个乡镇级行政单位。

## 行政区划
付家店满族乡下辖以下地区：
付家店村、北店子村、青松营村、四道梁村、三道沟门村和代营子村。